# العلاقات الجزائرية الغانية
العلاقات الجزائرية الغانية هي العلاقات الثنائية التي تجمع بين الجزائر وغانا.

## مقارنة بين البلدين
هذه مقارنة عامة ومرجعية للدولتين:
| وجه المقارنة                                              | الجزائر       | غانا         |
| --------------------------------------------------------- | ------------- | ------------ |
| المساحة (كم2)                                             | 2.38 مليون    | 238.53 ألف   |
| عدد السكان (نسمة)                                         | 48 مليون      | 26.91 مليون  |
| الكثافة السكانية (ن./كم²)                                 | 16.31         | 112.82       |
| العاصمة                                                   | الجزائر       | أكرا         |
| اللغة الرسمية                                             | اللغة العربية | لغة إنجليزية |
| العملة                                                    | دينار جزائري  | سيدي غاني    |
| الناتج المحلي الإجمالي (بليون دولار)                      | 170.37 مليار  | 47.33 مليار  |
| الناتج المحلي الإجمالي (تعادل القوة الشرائية) بليون دولار | 582.63 مليار  | 115.41 مليار |
| الناتج المحلي الإجمالي الاسمي للفرد دولار أمريكي          | 4.21 ألف      | 1.37 ألف     |
| الناتج المحلي الإجمالي للفرد دولار أمريكي                 | 14.19 ألف     | 4.08 ألف     |
| مؤشر التنمية البشرية                                      | 0.745         | 0.579        |
| رمز المكالمات الدولي                                      | +213          | +233         |
| رمز الإنترنت                                              | .dz           | .gh          |
| المنطقة الزمنية                                           | ت ع م+01:00   | 00           |

## منظمات دولية مشتركة
يشترك البلدان في عضوية مجموعة من المنظمات الدولية، منها:
| علم المنظمة | اسم المنظمة                               | تاريخ انضمام الجزائر | تاريخ انضمام غانا |
| ----------- | ----------------------------------------- | -------------------- | ----------------- |
|             | مؤسسة التنمية الدولية                     | 26 سبتمبر 1963       | 29 ديسمبر 1960    |
|             | يونسكو                                    | 15 أكتوبر 1962       | 11 أبريل 1958     |
|             | وكالة ضمان الاستثمار متعدد الأطراف        | 4 يونيو 1996         | 29 أبريل 1988     |
|             | الأمم المتحدة                             | 8 أكتوبر 1962        | 8 مارس 1957       |
|             | الفريق المعني برصد الأرض                  | 2005                 | ?                 |
|             | الاتحاد البريدي العالمي                   | ?                    | ?                 |
|             | البنك الدولي للإنشاء والتعمير             | 26 سبتمبر 1963       | 20 سبتمبر 1957    |
|             | الاتحاد الدولي للاتصالات                  | 3 مايو 1963          | 17 مايو 1957      |
|             | منظمة حظر الأسلحة الكيميائية              | ?                    | ?                 |
|             | مؤسسة التمويل الدولية                     | 23 سبتمبر 1990       | 3 أبريل 1958      |
|             | المركز الدولي لتسوية المنازعات الاستشارية | 22 مارس 1996         | 14 أكتوبر 1966    |
|             | منظمة التجارة العالمية                    | ?                    | ?                 |
|             | منظمة الشرطة الجنائية الدولية             | ?                    | ?                 |
|             | الاتحاد الأفريقي                          | 25 مايو 1963         | ?                 |
|             | البنك الإفريقي للتنمية                    | ?                    | ?                 |

## وصلات خارجية
- موقع وزارة الخارجية الجزائرية
- موقع وزارة الخارجية الغانية